# Новоульяновськ
Новоульяновськ (рос. Новоульяновск, ерз. Од Ульянонь) — місто (з 1967 року) в Ульяновській області Росії. Є містом обласного значення, утворює однойменне муніципальне утворення "місто Новоульяновськ" зі статусом міського округу.
Чисельність населення — 13 778 осіб (2020).

## Географія
Місто розташоване на правому березі Волги, за 20 км від Ульяновська.

## Історія
Село Кремьонки, раніше — Кремінська слобода, в даний час — м. Новоульяновськ, виникло в середині XVII століття, як сторожовий пункт на підступах до Синбірська з південного боку.
Далеко за межами губернії село славилося фруктовими садами.
З «Опису слободам Арбугінскіх полях» за 1678 рік (літа 7186) [4], «всього в Кремінський слободі 95 дворів селянських, людей в них 310 осіб, 55 дворів бобильскіх, людей в них 127 осіб, обох 150 дворів, людей в них 437 осіб ».
У 1879 році жителі Кремьонок вирішили про безоплатне пожертвування селянам Кайбел, у яких згоріла Іллінська церква, своєї церкви на честь святої Параскеви: «.в суспільстві все справжні ревнителі про храм Божий, і душевно сумно нам жити без цієї святиті в нашому селі, придбаної ретельністю нашими предками ... »
28 травня 1953 року прийнято Постанову Уряду про будівництво цементного заводу в районі села Кремьонкі, яке було оголошено комсомольським будівництвом. Першими будівельниками, які приїхали з сім'ями, доводилося жити на приватних квартирах у селі Кременкі, молодь розмістилася в наметах, на брандвахту, в землянках. Однак важкі умови не відлякали людей. Поступово складався колектив будівельників. У той же час основним контингентом, які працювали на будівництві заводу, були в'язні з розташованої поруч колонії суворого режиму, однієї з найбільших в СРСР.
Будівництво цементного заводу, розпочате 1956 року, дало початок будівництву міста. Новоульяновськ народився як місто-супутник Ульяновська в 1957 році на березі річки Волги південніше обласного центру.
У квітні 1956 року розпочато будівництво дороги, яка веде від будівництва до автомагістралі Ульяновськ-Сизрань, розпочато укладання залізничної гілки, що поєднує роз'їзд «Білий ключ» і будмайданчик цементного заводу. Перші два восьмиквартирних будинки були побудовані в червні 1956 року.
У квітні 1959 року розпочалося спорудження виробничих об'єктів цементного заводу.
16 липня 1960 був введений в дію Новоульяновський завод ЗБВ.
У 1960 році була побудована перша загальноосвітня школа.
21 червня 1961 року рішенням Ульяновського облвиконкому Ради депутатів трудящих селище при Ульяновському цементному заводі Ульяновського району було утворене робітниче селище Новоульяновськ.
Указом ПВС РРФСР № 741/84 від 1 лютого 1963 року р.с. Новоульяновськ увійшло до складу Сєнгілєєвського (промислового) району. Але Указом ПВС РРФСР від 12 січня 1965 року це рішення було скасовано.
У 1965 році був пущений завод з виробництва м'яких покрівельних матеріалів, а 1968 року була пущена перша лінія по виробництву шиферу.
20 травня 1965 року в м. Новоульяновську був відкритий перший книжковий магазин, в цьому ж році відкрито музичну школу (нині Дитяча школа мистецтв).
22 серпня 1965 почав працювати стадіон «Цементник».
11 травня 1967 року Указом Президії Верховної Ради РРФСР робітниче селище Новоульяновськ було перетворено в місто Новоульяновськ Ульяновського району, районного підпорядкування.
Станом на 1 січня 1973 року в Новоульяновську проживало 12200 осіб.
13 липня 1973 року Ульяновський обком КПРС ставив питання перед ЦК КПРС про приєднання Новоульяновська до обласного центру і утворення в м. Ульяновську Новоульяновський район.
Рішенням Ульяновського обласного виконавчого комітету від 27 грудня 1980 року в склад міста Новоульяновськ увійшло село Кременкі Ульяновського району.
30 вересня 2003 року прийнято Закон Ульяновської області 050-ЗО «Про створення муніципального утворення "Місто Новоульяновськ"», шляхом виділення з Ульяновського району.
11 січня 2004 року проведено вибори представницького органу місцевого самоврядування міста Новоульяновськ, обрані 10 депутатів.
13 липня 2004 року прийнято Закон Ульяновської області 043 / ЗО «Про муніципальних утвореннях Ульяновської області», який наділив МО «Місто Новоульяновськ» статусом міського округу з адміністративним центром місто Новоульяновськ. До складу муніципального утворення «Місто Новоульяновск» увійшли: село Кріуші, село Липки, село Панська Слобода, селище Яблуневий, селище Крейдяний.
Відповідно до Закону Ульяновської області від 25.08.2008 р N 141-ЗО, на території МУ «Місто Новоульяновськ» передбачалося створення промислової зони, яку передбачалося назвати «Промисловою зоною Новоульяновська».

## Економіка
Новоульяновськ — центр промисловості будівельних матеріалів. В околицях міста знаходяться значні запаси сировини для виробництва цементу, тут працюють цементний завод групи Євроцемент, заводи азбестоцементних виробів і залізобетонних конструкцій, м'якої покрівлі.
Промисловість міста також представлена сімома великими і середніми підприємствами: ЗАТ «Ульяновскцемент», ТОВ «Ульяновкшіфер», ВАТ «Новоульяновск завод ЗБВ», ЗАТ «Технокром» та ін. — всі вони здійснюють виробництво будівельних матеріалів, а також кондитерське виробництво ТОВ «Глобус» . У селі Кріуші знаходиться ВАТ «Кріушінський суднобудівний-судноремонтний завод», що входить в Об'єднану суднобудівну корпорацію.